# Deutsche Oper Berlin
Deutsche Oper Berlin (Charlottenburgoperan) är ett operahus i Berlin i Tyskland.
Operan uppfördes i Charlottenburg 1911 för Deutsches Opernhaus och öppnades året därpå den 7 november med Ludwig van Beethovens Fidelio. Efter att Charlottenburg 1920 blivit en del av Berlin döptes operan 1925 om till Städtische Oper. Operan hade då 2 300 sittplatser. Under nazitiden stödde Joseph Goebbels operan och tog tillbaka namnet Deutsches Opernhaus. Operan byggdes om av Paul Baumgarten 1935.
Byggnaden förstördes av det brittiska flygvapnet den 23 november 1943. Föreställningar fortsatte fram till 1945 i Admiralspalast. Detta förstördes senare under andra världskriget. Efter andra världskriget hade Städtische Oper sina föreställningar i Theater des Westens byggnad på Kantstrasse.
Dagens byggnad stod klar på Bismarckstrasse 1961 och den första föreställningen var Mozarts Don Giovanni den 24 september. Samma år tog man dagens namn Deutsche Oper Berlin på initiativ av dirigenten Ferenc Fricsay som en reaktion på byggandet av Berlinmuren.
En minnessten, Der Tod des Demonstranten, över dödsskjutningen av Benno Ohnesorg 1967 finns vid operan.
I april 2001 avled den italienske dirigenten Giuseppe Sinopoli på podiet medan han dirigerade Verdis Aida.

## Svenskar som uppträtt på Deutsche Oper Berlin
Bland de många svenska operartister som framträtt på denna scen märks Jussi Björling och Elsa Larcén (fast anställd 1934–1944), och under senare tid Birgit Nilsson, Catarina Ligendza, Laila Andersson-Palme, Lena Nordin, Nina Stemme, Iréne Theorin, Susanne Resmark , Siv Wennberg och Gösta Winbergh. Ingvar Wixell var fast anställd i ensemblen under 30 år.
Vid en föreställning av Richard Strauss opera Elektra 1977 slog Birgit Nilsson rekord i antal inropningar. Efter den endast 105 minuter långa föreställningen inropades hon under mer än 60 minuter.

## Chefsdirigenter
- Ignatz Waghalter (1912–1923)
- Rudolf Krasselt (1912–1923)
- Bruno Walter (1925–1929)
- Artur Rother (1935–1943, 1953–1958)
- Karl Dammer (1937–1939)
- Ferenc Fricsay (1949–1952)
- Richard Kraus (1954–1961)
- Heinrich Hollreiser (1961–1964)
- Lorin Maazel (1965–1971)
- Gerd Albrecht (1972–1974)
- Jesús López Cobos (1981–1990)
- Giuseppe Sinopoli (1990, som gästdirigent)
- Rafael Frühbeck de Burgos (1992–1997)
- Christian Thielemann (1997–2004)
- Renato Palumbo (2006–2008)
- Donald Runnicles (2009–idag)

## Kommunikationer
| Linje | Station       |
|       | Deutsche Oper |